# Michael Althaus
Michael Althaus (* um 1960) ist ein Schweizer Badmintonspieler. 

## Karriere
Michael Althaus gewann nach drei Juniorentiteln 1984 seine ersten nationalen Titel bei den Erwachsenen, wobei er sowohl im Mixed als auch im Herrendoppel erfolgreich war. 1985 verteidigte er den Titel im Doppel. 1986 gelangen ihm zwei weitere nationale Erfolge.

## Sportliche Erfolge
| Saison | Veranstaltung                          | Disziplin    | Platz | Name                                 |
| ------ | -------------------------------------- | ------------ | ----- | ------------------------------------ |
| 1979   | Schweizer Meisterschaften der Junioren | Mixed        | 1     | Michael Althaus / Iris Kaufmann      |
| 1979   | Schweizer Meisterschaften der Junioren | Herrendoppel | 1     | Michael Althaus / Alex Salzmann      |
| 1980   | Schweizer Meisterschaften der Junioren | Mixed        | 1     | Michael Althaus / Christina Eberhard |
| 1984   | Schweizer Einzelmeisterschaften        | Mixed        | 1     | Michael Althaus / Iris Kaufmann      |
| 1984   | Schweizer Einzelmeisterschaften        | Herrendoppel | 1     | Michael Althaus / Thomas Althaus     |
| 1985   | Schweizer Einzelmeisterschaften        | Herrendoppel | 1     | Michael Althaus / Thomas Althaus     |
| 1986   | Schweizer Einzelmeisterschaften        | Herrendoppel | 1     | Michael Althaus / Thomas Althaus     |
| 1986   | Schweizer Einzelmeisterschaften        | Mixed        | 1     | Michael Althaus / Iris Kaufmann      |